# Conca de Barberà

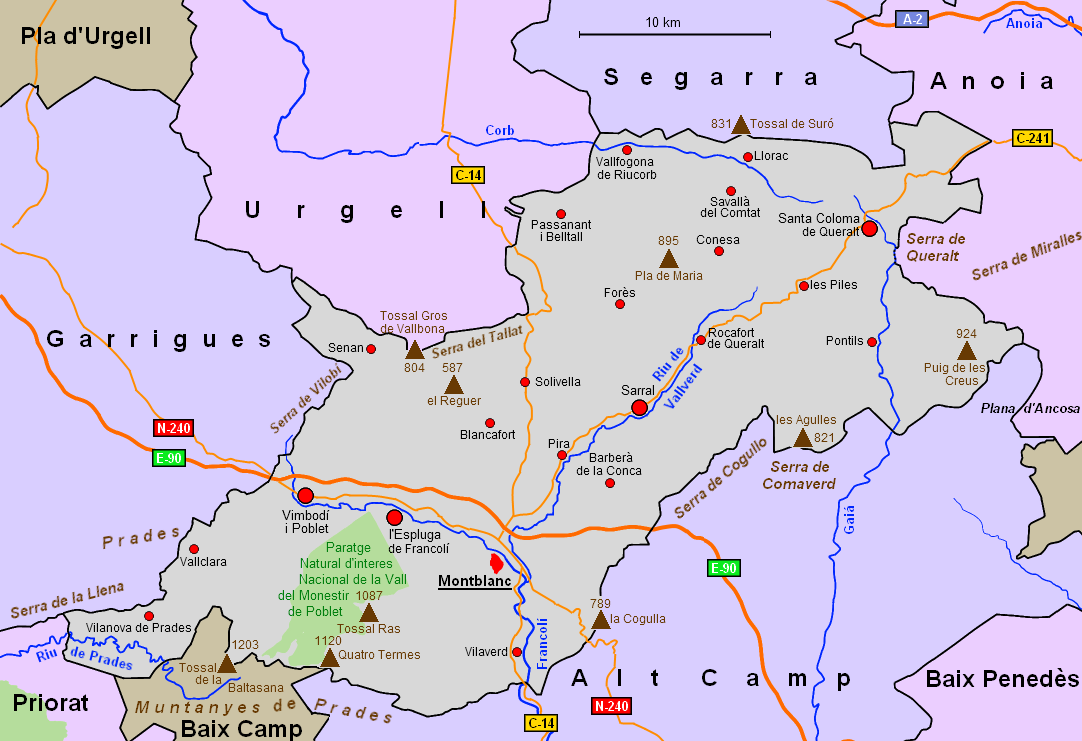
Karte Conca de Barberà

Die Comarca Conca de Barberà liegt in der Provinz Tarragona der Autonomen Gemeinschaft von Katalonien (Spanien). Der Gemeindeverband hat eine Fläche von 650,45 km² und 20.176 Einwohner (2022).

## Lage
Der Gemeindeverband liegt im mittleren Teil Kataloniens, zwischen den Provinz-Hauptstädten Tarragona und Lleida. Er grenzt im Norden an die Comarca Urgell und Segarra, im Osten an Anoia, im Süden an Alt Camp, und im Westen an Baix Camp, Priorat und Garrigues. Zusammen mit den Comarcas Alt Camp, Baix Camp, Baix Penedès, Priorat und Tarragonès bildet die Region das Territorium Camp de Tarragona.
Conca de Barberà liegt in einem Becken (katal.: conca), das von mehreren kleinen Flüsschen durchflossen wird. Im Westen ist dies der Oberlaufes des Ríu Francolí mit seinem Nebenfluss Anguera. Im Osten liegt der Oberlauf des Ríu Gaiá. Die Ebene ist umgeben von Mittelgebirgsketten, im Norden sind dies die Höhenzüge Tallat und Suro, im Osten Brufaganya und Queralt, im Süden Miramar und Cogullo und im Westen Llena und das Pradesgebirge. Im Pradesgebirge befinden sich mehrere Berggipfel von über 1.000 m, darunter auch die höchste Erhebung des Gemeindeverbandes, der Tossal de la Baltasana (1.201 m) an der Grenze zur Comarca Baix Camp.

## Wirtschaft
Der wichtigste Wirtschaftszweig ist die Landwirtschaft. Angebaut werden Getreide, Wein, Haselnüsse, Mandel und Gemüse. Conca de Barberà ist auch eine Herkunftsbezeichnung für einen Wein aus dieser Region mit der Klassifikation D.O. (Denominación de Origen). In der Viehwirtschaft werden Schweine und Geflügel gezüchtet. Die Industrie ist von geringer Bedeutung.

## Gemeinden
| Gemeinde                 | Einwohner (2024) | Fläche km² | Dichte Einw./km² | Cod INE | Postleitzahl |
| ------------------------ | ---------------- | ---------- | ---------------- | ------- | ------------ |
| Barberà de la Conca      | 471              | 26,32      | 18               | 43021   | 43422        |
| Blancafort               | 393              | 14,49      | 27               | 43029   | 43411        |
| Conesa                   | 113              | 29,04      | 4                | 43046   | 43427        |
| L’Espluga de Francolí    | 3.817            | 57,17      | 67               | 43054   | 43440        |
| Forès                    | 40               | 16,54      | 2                | 43061   | 43425        |
| Llorac                   | 101              | 23,35      | 4                | 43073   | 43427        |
| Montblanc                | 7.550            | 91,43      | 83               | 43086   | 43400        |
| Passanant i Belltall     | 162              | 27,35      | 6                | 43101   | 43425        |
| Les Piles                | 229              | 22,51      | 10               | 43105   | 43428        |
| Pira                     | 498              | 8,09       | 62               | 43107   | 43423        |
| Pontils                  | 123              | 67,62      | 2                | 43141   | 43421        |
| Rocafort de Queralt      | 246              | 8,56       | 29               | 43130   | 43426        |
| Santa Coloma de Queralt  | 2.800            | 34,05      | 82               | 43139   | 43420        |
| Sarral                   | 1.583            | 52,09      | 30               | 43142   | 43424        |
| Savallà del Comtat       | 50               | 14,74      | 3                | 43143   | 43427        |
| Senan                    | 46               | 11,82      | 4                | 43146   | 43449        |
| Solivella                | 626              | 21,28      | 29               | 43147   | 43412        |
| Vallclara                | 89               | 13,38      | 7                | 43158   | 43439        |
| Vallfogona de Riucorb    | 97               | 10,95      | 9                | 43159   | 43159        |
| Vilanova de Prades       | 111              | 21,34      | 5                | 43168   | 43439        |
| Vilaverd                 | 468              | 12,53      | 37               | 43172   | 43490        |
| Vimbodí i Poblet         | 893              | 65,80      | 14               | 43176   | 43430        |
| Comarca Conca de Barberà | 20.506           | 650,45     | 32               | –       | –            |